# Грб Новог Града
Грб Новог Града је званични грб српске општине Нови Град. Грб је усвојен 23. јула 2005. године, а извјесне промјене (промјена грба у амблем Републике Српске) усвојене су 2007. године.
Симбол општине је грб који подсјећа на амблеме из комунистичког периода.

## Опис грба
Грб Новог Града је раздијељен двјема црвеним гредама које излазе из бокова и савијају се надоље, те пресијецају; горе у плавом бијели натпис имена општине изнад грба Српске, доље у бијелом — плави мост изнад двије таласасте плаве греде. Иначе у употреби укључују горњи дио грба — плави са бијелим натписом, те (у новој верзији) нови амблем Републике Српске.